# Tomatitas
Tomatitas ist eine Ortschaft im Departamento Tarija im südamerikanischen Andenstaat Bolivien.

## Lage im Nahraum
Tomatitas ist bevölkerungsreichster Ort des Kanton Coimata im Municipio San Lorenzo in der Provinz Eustaquio Méndez. Der Ort liegt auf einer Höhe von 1933 m am linken, nördlichen Ufer des Río Nuevo Guadalquivir, sechs Kilometer nördlich von Tarija, der Hauptstadt des Departamentos.

## Geographie
Tomatitas liegt am südöstlichen Rand der Hochebene des bolivianischen Altiplano auf dem Übergang zum Tiefland. Das Klima ist wegen der Binnenlage über mehr als die Hälfte des Jahres trocken, jedoch weitaus weniger rau als die Hochfläche und weist ein typisches Tageszeitenklima auf, bei dem die Temperaturschwankungen zwischen Tag und  Nacht in der Regel deutlich größer sind als die jahreszeitlichen  Schwankungen (siehe Klimadiagramm Tarija).
Die Jahresdurchschnittstemperatur der Region liegt bei 19 °C und schwankt nur unwesentlich zwischen 15 °C im Juni/Juli und 22 °C von Dezember bis  Februar (siehe Klimadiagramm Tarija). Der Jahresniederschlag beträgt etwa 550 mm, mit einer stark  ausgeprägten Trockenzeit von April bis Oktober mit Monatsniederschlägen unter 30 mm, und einer Feuchtezeit von Dezember bis Februar mit über 100 mm Monatsniederschlag.

## Bevölkerung
Die Einwohnerzahl der Ortschaft ist in den vergangenen beiden Jahrzehnten stark angestiegen:
| Jahr | Einwohner | Quelle       |
| ---- | --------- | ------------ |
| 1992 | 630       | Volkszählung |
| 2001 | 362       | Volkszählung |
| 2012 | 1 234     | Volkszählung |
| 2024 |           | Volkszählung |

## Verkehrsnetz
Tomatitas liegt in einer Entfernung von sechs Straßenkilometern nördlich von Tarija, der Hauptstadt des gleichnamigen Departamentos.
Durch Tarija führt die asphaltierte Nationalstraße Ruta 1, die von Bermejo im Süden an der argentinischen Grenze das gesamte bolivianische Hochland in Süd-Nord-Richtung bis zur peruanischen Grenze bei Desaguadero durchquert und dabei außer Tarija auch die Metropolen Potosí, Oruro und El Alto passiert. Fünf Kilometer nördlich von Tarija überquert die Ruta 1 den Río Guadalquivir, an dessen Nordufer Tomatitas liegt, und führt weiter in nördlicher Richtung zu den Ortschaften Rancho Norte, San Lorenzo, Lajas Merced und Canasmoro.